# Gottfried Heinrich zu Pappenheim

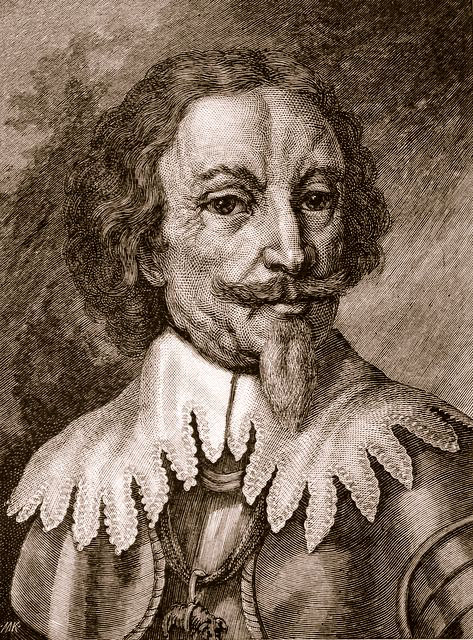
Gottfried Heinrich zu Pappenheim, zeitgen. Kupferstich

Gottfried Heinrich Graf zu Pappenheim (* 29. Mai 1594 in Treuchtlingen; † 17. November 1632 in Leipzig) war ein General im Dreißigjährigen Krieg, zuletzt im Range eines Feldmarschalls. Er kämpfte für die Katholische Liga und Kaiser Ferdinand II., unter Wallensteins Oberbefehl. Bekanntheit erlangte Pappenheim sowohl durch seinen Ruf persönlicher Verwegenheit und großer Loyalität als auch seine militärische Unberechenbarkeit. Ferner wird ihm die Erfindung der Zahnradpumpe zugeschrieben.

## Familie
Gottfried Heinrich zu Pappenheim entstammte dem Ministerialengeschlecht von Pappenheim, das angeblich seit 1111 belegt ist und seinen Stammsitz in der mittelfränkischen Ortschaft Pappenheim hatte. Er war der Sohn des Reichserbmarschalls Veit zu Pappenheim (* 1535; † 1600) und dessen zweiter Frau Maria Salome von Preising-Kopfsburg. Er war in erster Ehe mit Anna Ludomilla Baronesse von Kolowrat-Novohradsky (* 1601; † 1627) und in zweiter Ehe mit Anna Elisabeth Gräfin von Oettingen-Oettingen (* 1603; † 1673) verheiratet. Sein einziger Sohn Wolf Adam aus erster Ehe starb 1647 in Prag bei einem Duell mit Martin Maximilian von der Goltz.

## Leben

### Herkunft

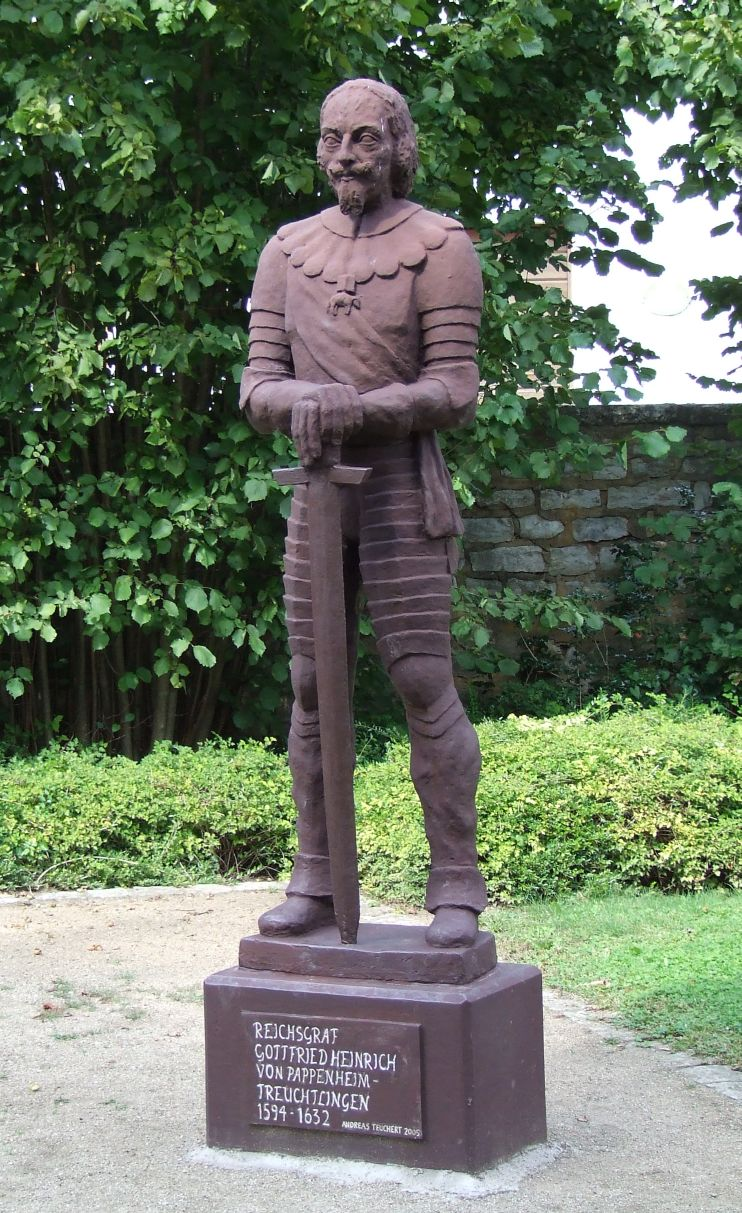
Statue von Gottfried Heinrich zu Pappenheim in Treuchtlingen

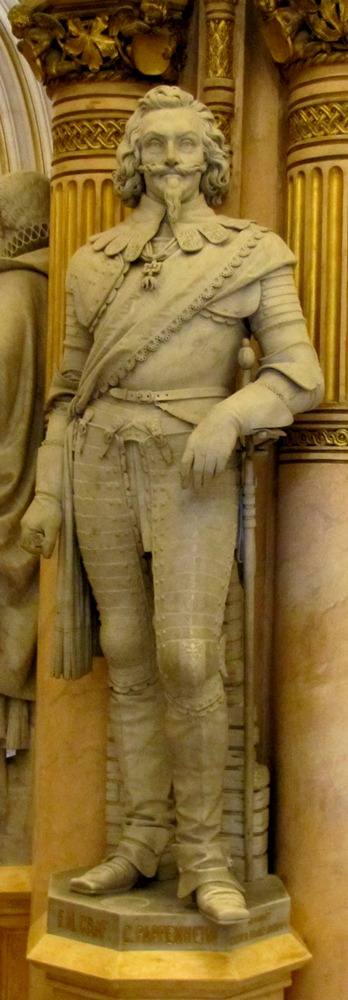
Statue in der Feldherrenhalle des Heeresgeschichtlichen Museums in Wien

Das Adelsgeschlecht Pappenheim war im Zuge der Reformation zum protestantischen Glauben konvertiert, Gottfried Heinrich zu Pappenheim war also evangelisch getauft. Seine Mutter, Maria Salome, war jedoch Katholikin und versuchte nach dem Tode Veits am 18. Juni 1600, Gottfried Heinrich entgegen den testamentarischen Bestimmungen eine katholische Erziehung zukommen zu lassen. Die erneute Hochzeit mit einem Protestanten, Adam Graf von Herberstorff, unterband diese Bestrebungen jedoch.
Pappenheims Kindheit liegt weitgehend im Dunkeln. Überliefert ist eine Immatrikulation an der Universität Ingolstadt von 1604, die jedoch noch kein Beweis für ein tatsächliches Studium ist, da der junge Pappenheim zu dem Zeitpunkt noch nicht einmal zehn Jahre alt war. Für die Schweizer Historikerin Barbara Stadler haben sich „[s]elbst [nach] Recherchen im Archiv der Ludwig-Maximilians-Universität in München […] keine genaueren Hinweise [bezüglich des Studiums in Ingolstadt] ergeben“. Sicher dagegen ist, dass Pappenheim ab 1607 in Tübingen und ab 1610 an der Akademie in Altdorf studierte. Dort war er an der philosophischen Fakultät eingeschrieben und genoss damit eine allgemeine Ausbildung, die für einen Adligen seiner Zeit eher untypisch war. Die folgenden Jahre absolvierte er eine Grand Tour, die ihn durch Frankreich, Spanien, Italien und in die Niederlande führte.

### Konversion zum Katholizismus
Beeinflusst durch seinen zum Katholizismus übergetretenen Stiefvater Herberstorff konvertierte Pappenheim im Jahr 1616 ebenfalls und wurde ein Jahr später von Kaiser Matthias zum Reichshofrat ernannt. Das Jahr 1618 verbrachte er in Treuchtlingen. Dort muss er sich um die Jahreswende 1618/1619 entschieden haben, seine zivile Karriere zu beenden und eine militärische einzuschlagen. An seinen Verwandten, den Landgrafen Maximilian von Stühlingen, brachte er folgenden Satz zu Papier:

„Damitt bey disen schwirigen zeitten ich mein jugent nit in faulkeitt verzehre, sondern weittere ehr suchen möge, habe [ich], dem seculo nach mich accomodirent, die feder nunmehr verlassen unt die wehr dagegen zue handt genohmen.“

### Beginn der militärischen Laufbahn
Der Tod des Kaisers am 20. März 1619 entband zu Pappenheim von seinen Pflichten als Reichshofrat und ermöglichte ihm die Bewerbung als Obristlieutenant bei einem kaiserlichen Infanterieregiment. Er wurde abgelehnt, bekam dafür etwas später aber einen Posten als Rittmeister in der Katholischen Liga und den Auftrag, eine 200 Mann starke Kürassierkompanie im Rheinland anzuwerben und binnen acht Wochen nach Ingolstadt zu führen.
Pappenheims Kompanie war im folgenden Sommer 1620 an der Unterwerfung Oberösterreichs beteiligt, und er nahm am 8. November schließlich als Oberstleutnant im Regiment seines Stiefvaters an der Schlacht am Weißen Berg nahe Prag teil. Dabei fing er mit seiner Kavallerie einen Durchbruch der böhmischen Infanterie durch die katholischen Linien ab, wobei er mehr als 20 schwere Hieb- und Stichwunden erlitt, was ihm später den Spitznamen Schrammhans einbrachte. Er überlebte die folgende Nacht vermutlich nur, weil er unter seinem erschossenen Pferd eingeklemmt wurde und ihn der Körper des Pferdes vor Unterkühlung bewahrte. Am nächsten Morgen wurde er von einem katholischen Plünderer in die Stadt gebracht und dort vom böhmischen Landesarzt Andreas Stegemann behandelt.
Die schweren Verletzungen hinderten ihn an der Teilnahme an der Unterwerfung Böhmens, und im folgenden Jahr 1621 weilte er als Abgesandter des Generalleutnants Johann t’Serclaes von Tilly für kurze Zeit in Wien. Nachher beteiligte er sich an der Verfolgung des protestantischen Feldherren Ernst von Mansfeld in die Oberpfalz, jedoch konnte er in den Jahren 1622 und 1623 wegen der Spätfolgen seiner Verletzung nicht mehr aktiv am Kriegsgeschehen teilnehmen. In dieser Zeit richtete er auch mehrere Rücktrittsgesuche an Herzog Maximilian von Bayern, das Oberhaupt der katholischen Liga, doch stattdessen wurde er im April 1622 zum Obristen befördert. Auf dem Reichstag zu Regensburg 1623 schlug ihn Kaiser Ferdinand II. zum Ritter.

### Veltlinkrieg und Oberösterreichischer Bauernkrieg
Nachfolgend kämpfte Gottfried Heinrich zu Pappenheim im sogenannten Veltlinkrieg 1625 in spanischen Diensten in Oberitalien und der Schweiz gegen Truppen aus Frankreich und Venedig. Dank seiner guten Beziehungen zum spanischen Gouverneur von Mailand war es ihm gelungen, das Oberkommando über Truppen mit 6000 Mann im Veltlin zu erhalten und am 25. September 1625 in der Schlacht bei Verceia einen großen Sieg zu erringen. Der Sieg empfahl ihn für weitere militärische Aufgaben. So kehrte er 1626 in bayerische Dienste zurück und bekämpfte im bayerischen Auftrag den in Oberösterreich nach dessen Verpfändung an Bayern ausgebrochenen Bauernaufstand. Unter seiner Mithilfe wurde der als Oberösterreichischer Bauernkrieg bekanntgewordene umfassende – und zeitweise erfolgreiche – Aufstand gebrochen.

### Kampf gegen dänische Truppen im Niedersächsischen Reichskreis
Nach der Vertreibung des dänischen Königs Christian IV. nach der Schlacht bei Lutter am Barenberge im August 1626 musste die niedersächsische Festung Wolfenbüttel, eine wichtige Machtbasis der Dänen, zurückerobert werden. Pappenheim, der die Belagerung ab August 1627 leiten sollte, hätte mindestens 10.000 Soldaten und ein halbes Jahr Zeit gebraucht, doch ihm fehlten 4000 Mann und der Winter stand bevor. Deshalb staute er mit einem Damm die vorbeifließende Oker auf, überflutete Wolfenbüttel und zwang die Stadt Weihnachten 1627 zur Aufgabe. Ein Versuch, durch Betreiben eines kaiserlichen Hochverratsprozesses gegen Herzog Friedrich Ulrich von Braunschweig-Wolfenbüttel sich dessen Teilfürstentum Braunschweig-Wolfenbüttel dauerhaft anzueignen, scheiterte am Widerspruch Maximilians von Bayern, der eine Wiederholung des Aufstieges Wallensteins zum Reichsfürsten (als Herzog von Mecklenburg) und die hierfür erforderliche Enteignung einer alten Dynastie, nun durch Pappenheim, aus prinzipiellen Gründen ablehnte. Wallenstein selbst stand der Idee, das Herzogtum zwischen Pappenheim und Tilly aufzuteilen, indes wohlwollend gegenüber, da sie zum Entstehen einer militärischen Fürsten-Aristokratie geführt hätte – und er selbst folglich nicht mehr so einsam wie bisher dagestanden wäre: „Alles Liga-Geschrei über den Raub Mecklenburgs mußte dann verstummen“. Aufgrund seiner Verdienste wurde Pappenheim 1628 jedoch in den Reichsgrafenstand erhoben, und 1631 zum Feldmarschall ernannt.

### Von Magdeburg nach Breitenfeld
Nach der Landung des schwedischen Königs Gustav II. Adolf begann Pappenheim mit kleineren Truppenteilen die Belagerung der mit den Schweden verbündeten Stadt Magdeburg, wobei nach kurzer Zeit sein Oberbefehlshaber Tilly mit der ligistisch-kaiserlichen Hauptarmee folgte und die Stadt zur Gänze einschloss. Der Sturm auf die Stadt sollte am Morgen des 20. Mai 1631 um 6:30 Uhr von allen Seiten erfolgen. Tilly verschob jedoch den Angriff um eine Stunde, ohne dass Pappenheim davon in Kenntnis gesetzt wurde. Während der Kampfhandlungen brach ein Großbrand aus, der Magdeburg fast völlig zerstörte (siehe Magdeburger Hochzeit). An den der Eroberung folgenden und bis dahin beispiellos gewesenen Gräueltaten an der Zivilbevölkerung hatten Pappenheims Truppen ihren Anteil:

„Dann das Pappenheimische Volck / wie auch die Wallonen / so am aller Unchristlichen ärger als Türcken gewütet / keinem leichtlich Quartier gegeben / sondern haben mit nidergehawen / beydes der Weiber und kleinen Kinder / auch schwanger Weiber in Häusern und Kirchen / ingleichen an Geistlichen Personen also tyrranisiret und gewütet / dz auch viel von dem andern Tyllischen Volck selber ein Abschew darvor gehabt.“

Bei der Erstürmung Magdeburgs, den anschließenden Gewaltexzessen und Bränden verloren 20.000 (nach einigen Quellen 30.000) Bürger ihr Leben. Nach der Katastrophe wurden von den einst 35.000 Einwohnern noch 449 gezählt. Die „Magdeburger Hochzeit“ gilt als das größte und schlimmste Massaker des Dreißigjährigen Krieges und bildete damit zugleich einen Wendepunkt in der Kriegführung. Zudem lösten die Ereignisse eine bis dahin nie dagewesene propagandistische Auseinandersetzung aus.
Im Sommer nahm Pappenheim am erfolglosen Feldzug nach Thüringen teil und marschierte anschließend mit Tilly in Sachsen ein. Im September 1631 stieß Pappenheim mit seinen Truppen auf einem Erkundungsritt in der Nähe von Leipzig auf das schwedische Feldlager und verwickelte die Schweden eigenmächtig in heftige Kämpfe. Tilly hatte eine offene Feldschlacht vermeiden wollen, da er das Eintreffen von Verstärkung abwarten wollte, doch zwang ihn Pappenheims Vorgehen zum Eingreifen. Bei Breitenfeld kam es am 17. September 1631 zur Schlacht zwischen den kaiserlichen Truppen unter Tilly und Pappenheim und ihren schwedischen und sächsischen Gegnern unter dem Befehl des Schwedenkönigs Gustav Adolf, in der die kaiserlich-ligistischen Truppen vernichtend geschlagen wurden. Durch zähe Abwehrkämpfe sicherten Pappenheims Kürassiere den Rückzug von Tillys verbleibenden Truppenteilen.

### Mobile Kriegführung im Rücken der Schweden
Nach dieser Niederlage entbrannte in der militärischen Führung der Liga ein Streit über die zukünftige Strategie. Pappenheim setzte sich dafür ein, weiter in Norddeutschland zu kämpfen, während der Bayrische Kurfürst und der Kaiser darauf drängten, in Süddeutschland sichere Winterquartiere zu beziehen. Die schwedischen Truppen waren bis an den Main vorgestoßen, als sich Pappenheim durchsetzen konnte und es ihm erlaubt wurde, im Rücken der schwedischen Armeen zwischen Rhein und Elbe zu operieren. Auf dem Weg nach Westfalen plünderten und brandschatzten sie Langensalza. Den Winter 1631/1632 verbrachten die kaiserlichen Truppen im Wesertal bei Rinteln, Pappenheim residierte dabei auf Burg Sternberg im heutigen Extertal.
In Westfalen zog Pappenheim mit seinen Truppen entlang dem Hellweg. Von Paderborn bis Soest öffneten ihm die Städte kampflos die Tore. Erst die neutrale Reichsstadt Dortmund verweigerte den Truppen den Einzug. Darauf belagerte und eroberte Pappenheim die Stadt, die seine Truppen schließlich 25 Wochen lang als Stützpunkt nutzten. Nach einem Schusswechsel beim Ausheben von Belagerungsgräben hatte er die Stadt am 21. Juli 1632 beschießen lassen, wobei einige Häuser in Brand gerieten. Die Stadt ergab sich daraufhin. Pappenheim verlangte 50.000 Taler Brandschatzung (als Verzicht für das Niederbrennen), die zwar in Verhandlungen auf 17.000 gesenkt werden konnten, doch immer noch eine ungeheure Belastung für die Reichsstadt darstellten.
Seine Truppen plünderten in weiterer Folge viele Adelssitze. Man schrieb später in den „Kriegsbeschwerungen für den Kurfürsten Georg Wilhelm“ im Jahre 1638, die Grafschaft Mark habe „dabei die Hin- und Rückmarche mit Abplönderungh 70 und mehr adelicher Heuseren hochstbethaurlichen verschmertzen müssen“.
Im Juni 1632 begann die Belagerung der habsburgischen Stadt Maastricht durch niederländische Truppen. Die Regentin der Spanischen Niederlande, Isabel Clara Eugenia von Österreich, bat Pappenheim schließlich um Hilfe und versprach ihm eine hohe Geldsumme als Belohnung. Pappenheim brach mit einem Teil seiner Truppen sofort nach Maastricht auf, wo er am 17. August mit einem Sturmangriff auf die niederländischen Stellungen scheiterte, weil ihm die Unterstützung der eingeschlossenen spanischen Truppen versagt blieb. Er zog sich – dabei auch verbündete Regionen plündernd – zurück. Fünf Tage später ergab sich die spanische Garnison der Stadt den Niederländern.

### Tödliche Verwundung bei Lützen

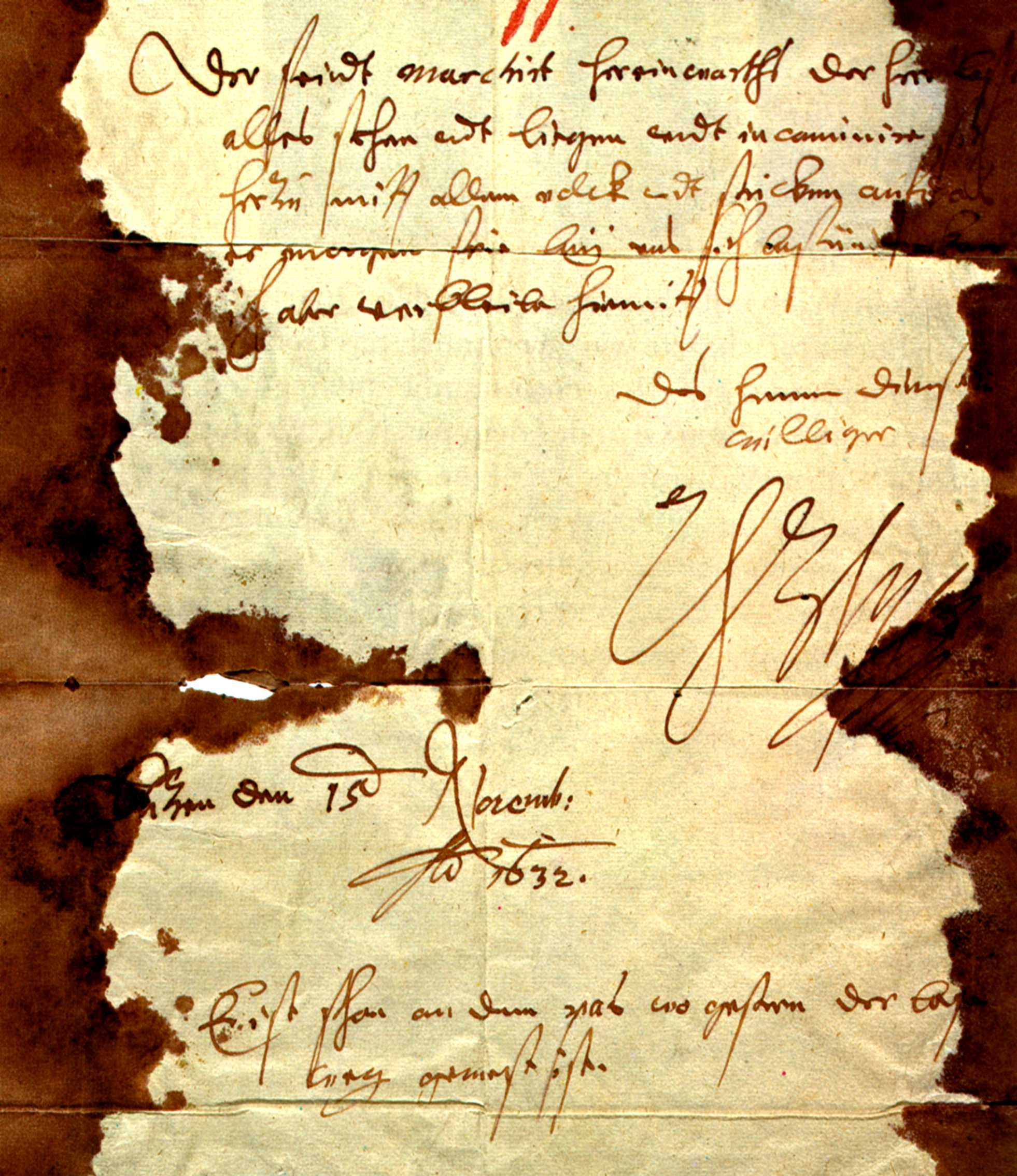
Hilfegesuch Wallensteins an Pappenheim

Im November 1632 wurde Pappenheim, nachdem er zum Hauptheer gestoßen war, von dem kaiserlichen Feldherrn Wallenstein nach Halle beordert, um dort Winterquartier zu beziehen. Mit Pappenheim zogen große Truppenteile, darunter die Elite der kaiserlichen Reiterei, von der Hauptarmee ab. König Gustav Adolf blieb dies nicht verborgen und er entschloss sich zur Schlacht. Wallensteins Truppen wurden um ein Haar vom schwedischen Aufmarsch überrascht. Da eine Feldschlacht unmittelbar bevorstand, rief Wallenstein die bereits abmarschierten Truppen zurück.

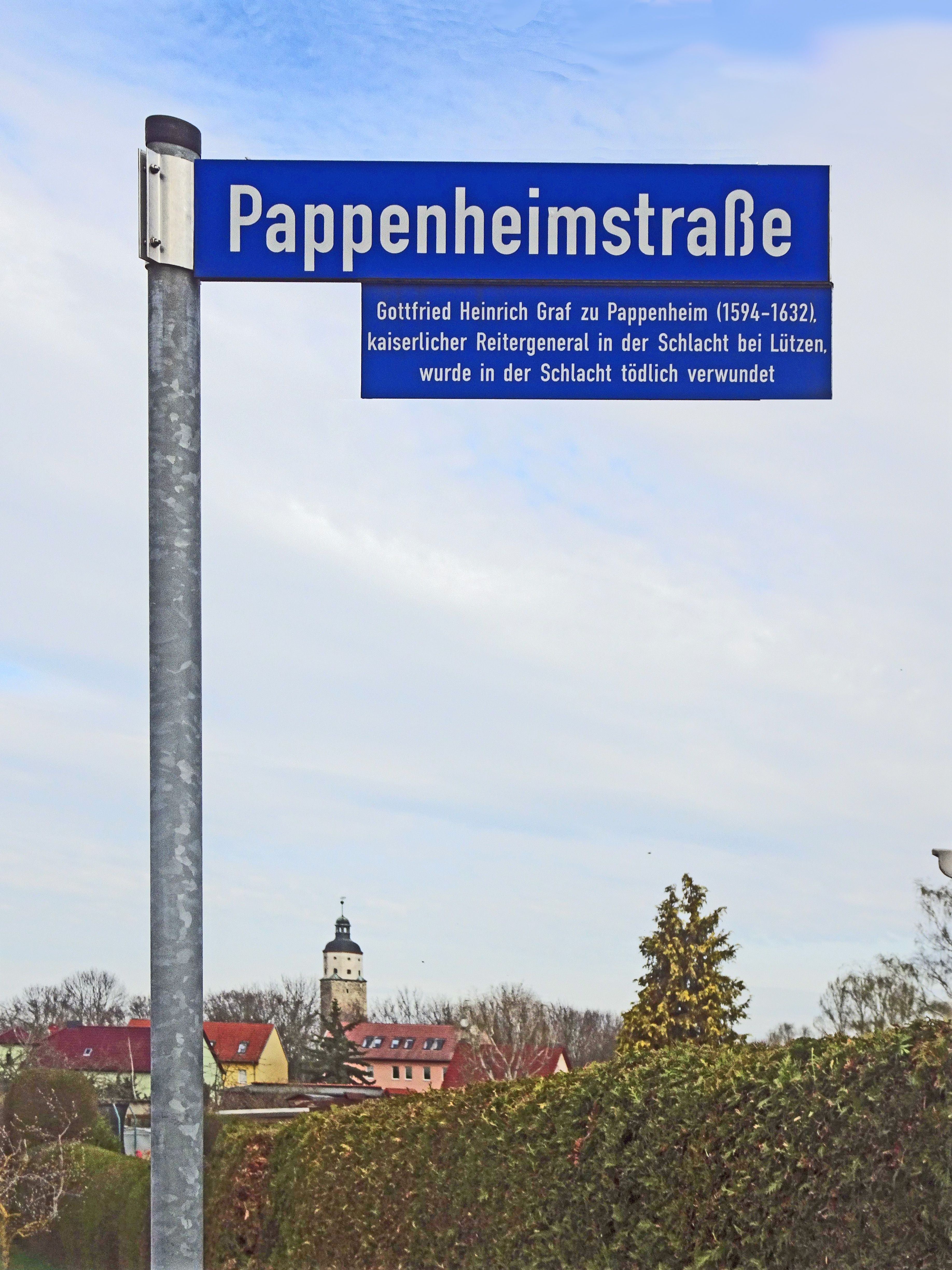
Nach Pappenheim benannte Straße in Lützen

Wallenstein schickte Pappenheim Eilboten mit dem Befehl hinterher, sofort mit allen Soldaten und Geschützen zur Hauptarmee zurückzukehren („der Herr [lasse] alles stehen undt liegen undt incaminire [sich] herzu mitt allem volck undt stücken“). Am 16. November traf Pappenheim um die Mittagszeit mit dreitausend Reitern in einer kritischen Phase auf dem Schlachtfeld bei Lützen ein und ging sofort zum Angriff über. Er übernahm den Oberbefehl über den stark gefährdeten linken Flügel der Armee Wallensteins und trieb die Schweden zurück. Sein Eingreifen hätte entscheidend sein können. Er wurde jedoch schwer verwundet, worauf seine Reiter in Panik gerieten und den Angriff abbrachen. Dies sehend rief (oder stöhnte) er:

„Ach, Ihr Brüder, daß Gott erbarm! Ist denn keiner mehr, der für den Kaiser treulich fechten will?“

Im gesamten Verlauf der Schlacht gelang es nicht, die pappenheimschen Reiter wieder zu disziplinieren. Sein Leibdiener Jakob Ehinger brachte ihn nach Leipzig, wo er am 17. November 1632 in den frühen Morgenstunden verstarb. Auf Befehl Wallensteins wurde Pappenheim im Prager Kloster Strahov begraben. In der Klosterkirche befindet sich das Epitaph Pappenheims.
Das Hilfegesuch Wallensteins befindet sich heute, an den Rändern getränkt vom Blut des verwundeten Pappenheim, im  Heeresgeschichtlichen Museum in Wien.

## Rezeption

### Museen
Im Wiener Heeresgeschichtlichen Museum ist dem Dreißigjährigen Krieg ein breiter Raum der Dauerausstellung gewidmet. In diesem Bereich befindet sich auch der schriftliche Befehl Wallensteins an Pappenheim, welcher bis heute erhalten und auch der Öffentlichkeit zugänglich ist. Das Schreiben ist gleichsam vom Blut Pappenheims „gerahmt“, da er das Papier in der Schlacht bei Lützen unter seinem Küriss trug, während ihm die tödliche Verwundung beigebracht wurde.
Durch die kaiserliche Entschließung von Franz Joseph I. vom 28. Februar 1863 wurde Pappenheim in die Liste der „berühmtesten, zur immerwährenden Nacheiferung würdiger Kriegsfürsten und Feldherren Österreichs“ aufgenommen, zu deren Ehren und Andenken auch eine lebensgroße Statue in der Feldherrenhalle des damals neu errichteten k.k. Hofwaffenmuseums (heute: Heeresgeschichtliches Museum Wien) errichtet wurde. Die Statue wurde 1868 vom Bildhauer Ludwig Schimek (1837–1886) aus Carrara-Marmor geschaffen, gewidmet wurde sie von Kaiser Franz Joseph selbst.
Auf der Burg Pappenheim befindet sich ein Historisches Museum, in dessen Ausstellung das Leben Gottfried Heinrichs zu Pappenheim thematisiert wird.

### Charakter und Redewendung
Gottfried Heinrich Graf zu Pappenheim war ein äußerst gebildeter Mensch. Er galt zwar als impulsiv und draufgängerisch, doch zugleich auch als furchtlos und zuverlässig. Seine Charakterzüge ließen sich leicht mit dem Selbstverständnis der Kürassiere in Einklang bringen. Einen Teil der Verwundungen, die er in der Schlacht am Weißen Berg empfangen hatte, zog sich Pappenheim im Gesicht zu, so dass er in weiterer Folge von seinen Soldaten den Spitznamen „Schrammenheinrich“ oder auch „Schrammhans“ erhielt. Im Verlauf des Krieges folgten bei Gefechten weitere Gesichtsnarben, da Pappenheim stets mit offenem Helmvisier zu kämpfen pflegte.
Ein zeitgenössisches Lied aus dem oberösterreichischen Bauernaufstand charakterisierte Pappenheims wilden Angriffsmut mit den Worten :
Hascha, dort kommt der unsinnig

Von Pappenheim geritten ganz grimmig,

Rennt über alle Zäun’ und Gräben,

Daß ihm gleich die Haar aufstäben.

Stellt sich, als wär’ er winnig

Kein Prügel, kein Stecken

Will gegen ihn klecken,

Noch unsere Kolben spitzig

Kein Büchsen kein Degen

Auch gar der Wundsegen,

Er sey selbst ganz der leidige Teufel;

Seht wie er drein geht hitzig.
Die Entschlossenheit seines Kürassierregiments wurde redensartlich festgehalten: „Ich kenne meine Pappenheimer!“ Dieser Ausspruch war ursprünglich positiv gemeint. Einer vom Regiment Pappenheimer zu sein, stand damals für unbedingten Mut, Treue und Tapferkeit. Heute ist die Bezeichnung „Pappenheimer“ eher mit der augenzwinkernden Einsicht in menschliche Unzulänglichkeiten verbunden, signalisiert jedoch auch eine persönliche Verbundenheit mit ebendiesen.
Friedrich Schiller verwendete diesen Satz abgewandelt in seinem Drama Wallensteins Tod. Er lässt den Feldherrn Wallenstein sagen: „Daran erkenn’ ich meine Pappenheimer.“ Wallenstein sagt dies zu einer Delegation der Pappenheimer Kürassiere, die ihn darüber befragen, ob das im Heer umgehende Gerücht über Verhandlungen mit dem schwedischen Kriegsgegner der Wahrheit entspricht, was einem Verrat gleichgekommen wäre. Wallenstein zeigt sich darüber gerührt, dass die Pappenheimer keinen kursierenden Gerüchten Glauben schenken wollen, sondern nur von ihm selbst die Wahrheit zu erfahren hoffen.
Eine Büste des Gottfried Heinrich zu Pappenheim fand Aufstellung in der Ruhmeshalle in München.

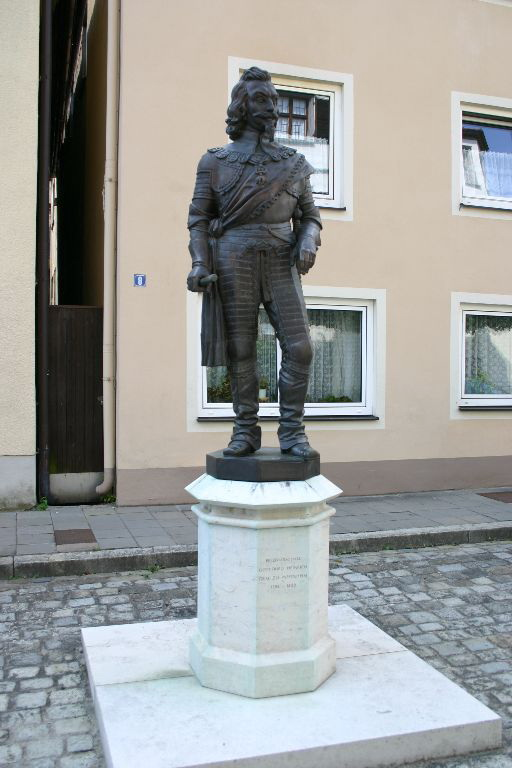
Denkmal in Pappenheim

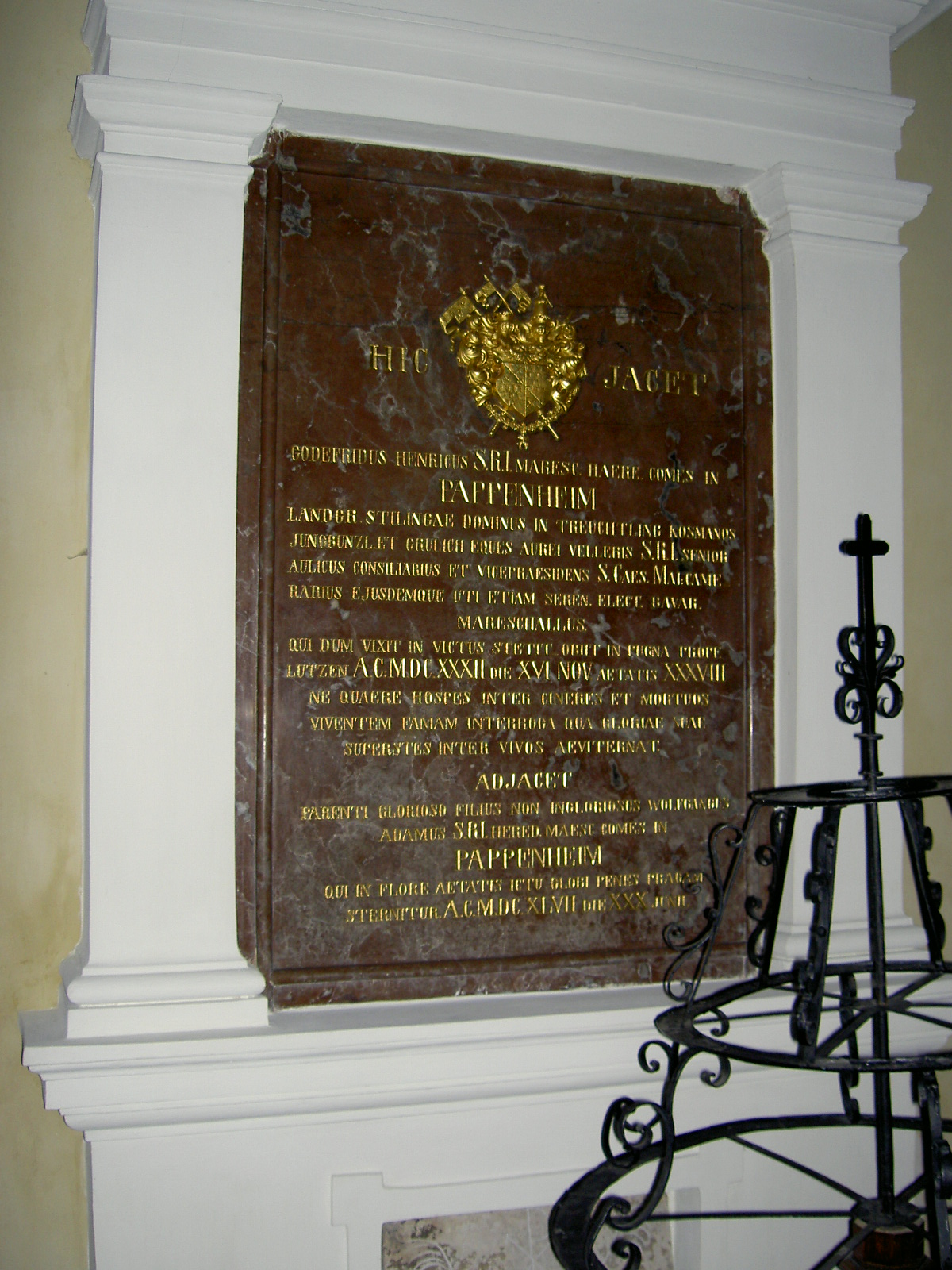
Seitenkapelle der Klosterkirche Strahov in Prag: Die Grablege des Gottfried Heinrich Graf zu Pappenheim

### Trinklied
Auf Gottfried Heinrich Graf zu Pappenheim bezieht sich auch ein überliefertes Trinklied, dessen Quelle nicht bekannt ist, das jedoch in verschiedenen Versionen in Studentenverbindungen auch heute noch häufig gesungen und zelebriert wird. Der Pappenheim ansprechende Ausschnitt lautet in leichten Variationen:
||: General Pappenheimer, der soll leben,
General Pappenheimer lebe hoch! :||
Beim Bier und beim Wein,
lust’ge Pappenheimer woll’n wir sein.
Beim Wein und beim Bier,
lust’ge Pappenheimer, das sind wir!
Mehrheitlich wird hier von General Pappenheimer statt General Pappenheim gesungen. Offenbar wurde die ursprünglich mit korrektem Namen gesungene Textstelle (laut Allgemeiner Deutscher Bier-Comment von 1899: „General Pappenheim: Der soll leben, General Pappenheim: Er lebe hoch“) als „General Pappenheimer lebe hoch“ missverstanden.